# Євген Бурхард
Євген Бурхард (нім. Eugen Burhard, 24 лютого 1987) — німецький боксер, призер чемпіонату Європи серед аматорів.

## Аматорська кар'єра
2009 року Євген Бурхард вперше став чемпіоном Німеччини. Того ж року виграв чемпіонат Європейського Союзу.
На чемпіонаті світу 2009 переміг трьох суперників, а у чвертьфіналі програв Кобі Пхакадзе (Грузія).
На чемпіонаті Європи 2010 завоював бронзову медаль.
- В 1/8 фіналу переміг Ару Пулузяна (Вірменія) — 6-1
- У чвертьфіналі переміг Вазгену Сафарянцу (Білорусь) — 8-1
- У півфіналі програв Тому Сталкеру (Англія) — 2-5

На чемпіонаті світу 2011 програв у другому бою.